# Sulley Muntari
Sulleyman Ali "Sulley" Muntari (født 27. august 1984 i Konongo, Ghana) er en ghanesisk fodboldspiller, der spiller som midtbanespiller i den spanske klub Deportivo La Coruña. Tidligere har han optrådt for blandt andet italienske AC Milan, Udinese og Inter, samt Portsmouth F.C. i England.
Med Portsmouth var Muntari i 2008 med til at vinde FA Cuppen, ligesom han hos Inter er blevet italiensk mester i både 2009 og 2010, og Coppa Italia-vinder i 2010.

## Landshold
Muntari har (pr. marts 2018) spillet 84 kampe og scoret 20 mål for Ghanas landshold, som han debuterede for den 17. maj 2002 i en venskabskamp mod Slovenien. Han har repræsenteret sit land ved både VM i 2006 i Tyskland, Africa Cup of Nations i 2008, VM i 2010 i Sydafrika og VM i 2014 i Brasilien.

## Titler
FA Cup:
- 2008 med Portsmouth F.C.

Serie A:
- 2009 og 2010 med Inter

Coppa Italia:
- 2010 med Inter